# Dariusz Janecki
Dariusz Jacek Janecki (ur. 8 października 1956 we Wrocławiu) – polski inżynier, profesor nauk technicznych.

## Życiorys
W 1981 ukończył studia na Wydziale Elektroniki Politechniki Warszawskiej. Rozprawę doktorską obronił w 1986 na Wydziale Automatyki macierzystej uczelni, natomiast stopień naukowy doktora habilitowanego uzyskał w 1996 w Instytucie Podstawowych Problemów Techniki PAN w oparciu o rozprawę Rola sygnałów jednostajnie pobudzających w adaptacyjnych układach sterowania. Tytuł naukowy profesora nauk technicznych otrzymał 7 stycznia 2014.
Od 1985 do 1987 zatrudniony był jako konstruktor elektronik w Ośrodku Badawczo-Rozwojowym Fabryki Łożysk Tocznych „Iskra” w Kielcach. W latach 1987–1996 pracował w kieleckiej filii Instytutu Podstawowych Problemów Techniki PAN. Od 1996 związany jest z Centrum Laserowych Technologii Metali Politechniki Świętokrzyskiej i PAN. Od 1998 do 2008 kierował Zakładem Sterowania Systemami i Procesami Laserowymi, w 2008 objął kierownictwo Katedry Automatyki i Robotyki oraz został zastępcą dyrektora CLTM ds. dydaktyki. Był również wykładowcą Wyższej Szkoły Handlowej im. Bolesława Markowskiego w Kielcach (1994–2003).
Jego zainteresowania badawcze obejmują m.in. automatyzację procesów technologicznych, cyfrowe układy sterowania oraz metrologię powierzchni. Jest autorem lub współautorem ponad 170 publikacji, w tym ponad 20 w czasopismach naukowych z listy filadelfijskiej. Został odznaczony m.in. Srebrnym Krzyżem Zasługi (2002).